# 克麗奧佩脫拉號輕巡洋艦
克麗奧佩脫拉號（英語：HMS Cleopatra）是英國皇家海軍所屬，為黛朵級輕巡洋艦的第二批艦船。依照下水日期排序，是該級的七號艦。由霍桑萊斯利（位於英國泰恩河畔的赫本）建造，龍骨於1939年1月5日安放，1940年3月27日下水，並於1941年12月5日服役。

## 服役

### 對義行動

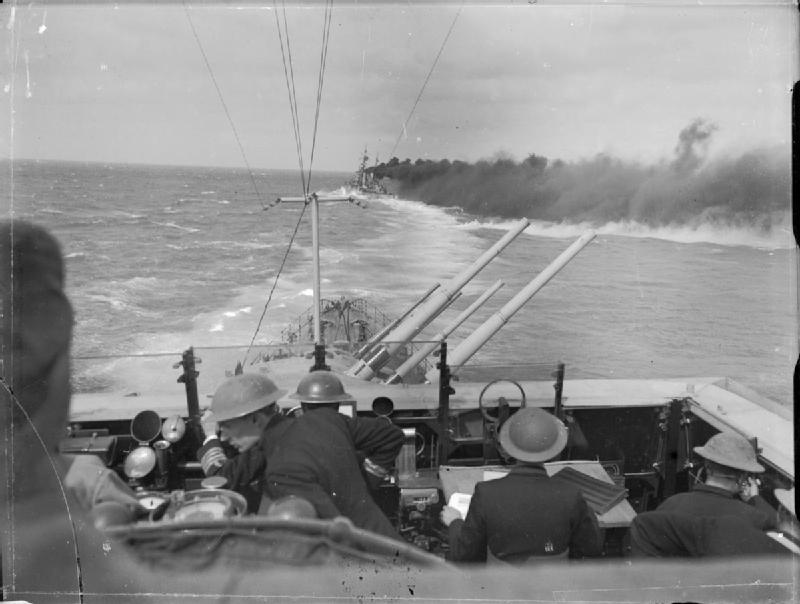
第二次蘇爾特海戰期間，於戰線前方生成煙幕的克麗奧佩脫拉號。（歐律阿勒號輕巡洋艦攝）

1942年初，克麗奧佩脫拉號前往直布羅陀，並於2月9日啟程前往馬爾他；抵達後不久即遭到炸彈損傷。在修復之後，她於3月初被調往亚历山大港，加入第15巡洋艦分艦隊。她是菲利普·維昂海軍上將在第二次蘇爾特海戰中的旗艦，當時他率領4艘輕巡洋艦與17艘驅逐艦，成功阻止了一支由義大利海軍派出的艦隊——包括利托里奧號戰列艦、兩艘重巡洋艦、一艘輕巡洋艦及10艘驅逐艦——該艦隊原欲攔截前往馬爾他的盟軍補給船團。在這場戰鬥中，克麗奧佩脫拉號的雷達與無線電裝置被義大利輕巡洋艦黑條喬凡尼號的一發6吋炮彈擊毀 。另有報告指出她的船尾炮塔也遭到破壞。
1942年6月，她為龍騎兵行動與猛烈行動提供掩護，並於8月轟炸羅得島，以轉移敵軍對支座行動補給船團的注意力。克麗奧佩脫拉號於同年9月19日進入馬薩瓦乾船塢進行小修和清潔，五天後重新下水。然而，在重新浮起的過程中，她因船塢傾斜而滑動，壓毀了所有木製龍骨墊塊，但船體本身幾乎沒有受損。艦長蓋伊·格蘭瑟姆認為這個漏水只不過是小問題，便下令讓其重返戰場。

### 重返戰場
1943年1月，克麗奧佩脫拉號成為「K部隊」（後來稱為「Q部隊」）的一員，駐紮於安納巴，負責打擊往返突尼西亞的軸心國運輸線。之後，她被編入第12巡洋艦中隊，參與了對西西里的登陸作戰——西西里島戰役，並在登陸後支援陸軍部隊。
1943年7月16日，她遭義大利潛艦丹多洛號魚雷攻擊，再度嚴重受損。在馬爾他進行了臨時修復後，1943年10月，她駛往美國費城以進行全面維修。與同級的月神號輕巡洋艦相同，本艦將原本的QF 2磅速射艦炮改裝為四聯裝波佛斯40公釐高射砲。地中海的實戰經驗顯示，敵軍的空襲多半從艦艏方向襲來，因此本次還有架設在「B炮台」上方的波佛斯防空砲，為艦艏提供更多防空火力。改裝於1944年11月完成，1945年她前往東印度地區。同年9月，其成為第一艘進入剛收復的新加坡海軍基地的軍艦。

### 演藝生活
戰後，克麗奧佩脫拉號隸屬位於東印度的第5巡洋艦中隊，直到1946年2月7日返回朴茨茅斯進行整修。之後，她加入本土艦隊第2巡洋艦中隊，服役至1951年初。隨後便進行一次大型整修，在這次改裝中，她拆除了四聯裝波佛斯高射炮，改裝為三座雙聯裝Mk 5型40毫米高射炮 。 
1948年，艦長更為彼得·瑞德。1951年底至1953年初，她轉往地中海服役。在此期間，她出演了1953年改編自塞西尔·斯科特·福雷斯特小說《布朗決議案》的電影，該片於英國上映時名為《國王的水手》，在美國則稱為《單人挑戰》（Single-Handed）。
在片中，克麗奧佩脫拉號分別扮演虛構的皇家海軍艦艇「艾姆斯伯里號」（HMS Amesbury）和「斯特拉特福號」（HMS Stratford）。作為「艾姆斯伯里號」，她在劇情中英勇地被更強大的德國襲擊艦「埃森號」（Essen，片中由曼島人號加裝假砲塔飾演）擊沉；作為「斯特拉特福號」，她則在結尾的戰鬥中勝出。這兩場海戰，在戲中詳細描繪了本艦的主炮與魚雷發射過程。

### 晚年生涯
1953年2月12日，本艦前往查塔姆船塢並隨之退役；然而，因為恰好遇上伊丽莎白二世加冕礼，所以延緩拆解，甚至於有機會參與到同年6月的海上閱兵儀式。由於拆解順延，使其自1953年底至1956年間，曾短暫擔任預備隊的旗艦。1958年12月15日，她抵達紐波特的約翰·卡什摩爾船廠，並開始拆解。

## 後世創作
2025年5月17日，碧藍航線公告克麗奧佩脫拉號將加入遊戲中。

### 資料來源
1. ↑  Woodman, Richard (2000). Malta Convoys, 1940–1943, Jack Murray Ltd., p. 301. ISBN 978-0-7195-5753-8
2. ↑  Whitley, p. 132
3. ↑  Commander Edward Ellsberg, O.B.E. Under the Red Sea Sun, (1946). Dodd, Mead and Co., New York
4. ↑  H.T. Lenton and A. Raven. Dido Class. Ensign (1973) London
5. ↑  Souvenir Programme, Coronation Review of the Fleet, Spithead, 15th June 1953, HMSO, Gale and Polden
6. ↑  @azurlane_staff. . Twitter. アズールレーン公式.   [2025-06-14].